# Bá quốc Edessa
Bá quốc Edessa (tiếng Latinh: Comitatus Edessanus, tiếng Hy Lạp: Κομητεία της Έδεσσας, tiếng Ả Rập: كونتية الرها) được thành lập vào năm 1098 khi các cánh quân hỗn loạn của Baldwin I tình cờ đi lạc về hướng Đông. Lĩnh địa này tồn tại cho đến năm 1144 thì được sáp nhập vào Đế quốc Byzantin như một tặng vật dâng lên hoàng đế La Mã.

## Lãnh tụ
- Baldwin I 1098-1100
- Baldwin II 1100–1118
  - Tancred, Prince of Galilee regent, with Richard of Salerno as governor (1104–1108)
- Joscelin I 1118–1131
- Joscelin II 1131–1144, d. 1159
- Joscelin III, titular Count from 1159